# Guy Calléja
Guy Calléja (* 29. Mai 1938 in Bordeaux; † 29. August 2023 auf Korsika) war ein französischer Fußballspieler und -trainer.

## Karriere

### Zeit als Spieler
Als Jugendlicher durchlief Calléja verschiedene Juniorenmannschaften des Profiklubs Girondins Bordeaux und wurde so zum Innenverteidiger ausgebildet, bis er im Verlauf der Spielzeit 1956/57 unter Trainer André Gérard erstmals in den Profikader berufen wurde und seine ersten vier Partien in der zweithöchsten französischen Spielklasse bestreiten durfte. Zu einer Zeit, in der Ein- und Auswechslungen noch nicht möglich waren, gewann der Spieler mit 19 Jahren an Bedeutung, als er in seiner zweiten Saison bei den Profis auf 22 Ligaeinsätze kam. Anschließend zählte er nicht nur zu den Leistungsträgern, sondern war auch mit fünf Toren am Aufstieg in die erste Liga beteiligt, der dem Team 1959 gelang. Allerdings brachte dieser mit sich, dass Calléja in der Abwehr von Claude Rey verdrängt wurde und zudem ein Jahr darauf den direkten Wiederabstieg hinnehmen musste.
In der zweiten Liga avancierte er hingegen wieder zum Stammspieler und zählte nach dem Aufstieg 1963 zu einer Elf, die den siebten Tabellenplatz erreichte; noch bedeutender war der Einzug ins Pokalfinale im selben Jahr, in dem Calléja auflief, auch wenn er eine 0:2-Niederlage gegen Olympique Lyon aber nicht abwenden konnte. Dies brachte der Mannschaft trotz des Misserfolgs eine Teilnahme am UEFA-Cup ein, die jedoch nicht von Erfolg gekrönt war. In der Liga konnte Bordeaux sich weiter steigern und Calléja verpasste 1965 die Meisterschaft hinter dem FC Nantes nur knapp, weswegen er sich mit der Vizemeisterschaft begnügen musste; denselben Platz nahm der Verein im darauffolgenden Jahr ein. Persönlich brachte das Jahr 1966 für Calléja eine Berufung in die französische B-Nationalelf mit sich, für die er am 20. März bei einem 2:2 gegen die A-Mannschaft von Marokko sein einziges Spiel im Nationaltrikot bestritt. Im Verlauf der nachfolgenden Jahre blieb er fester Bestandteil einer Mannschaft, die sich in der oberen Tabellenhälfte festsetzte. Er besetzte das Amt des Mannschaftskapitäns, als Bordeaux den Einzug ins Pokalfinale 1968 schaffte, das mit 1:2 gegen die AS Saint-Étienne verloren ging und hatte denselben Posten inne, als man im Pokalfinale 1969 aufgrund eines 0:2 gegen Olympique Marseille erneut scheiterte. Im selben Jahr kehrte er Bordeaux nach 13 Jahren mit zwei Vizemeisterschaften und drei Pokalendspielen den Rücken, ohne dabei einen Titel gewonnen zu haben. Mit 31 Jahren fand er 1969 im Zweitligisten Gazélec FC Ajaccio einen neuen Arbeitgeber.

### Zeit als Spielertrainer
Bei Ajaccio zählte er trotz seines gehobenen Alters zur Stammelf; im Dezember 1971 übernahm er als Nachfolger von Pierre Cahuzac den Posten des Trainers, setzte seine aktive Laufbahn als Spieler aber weiter fort. Am Ende seiner ersten Saison als Coach musste er jedoch 1972 den Abstieg in die Drittklassigkeit hinnehmen, wobei der Verein an ihm weiterhin festhielt. Auch als Spieler blieb Calléja weiterhin aktiv und erreichte 1975 den Wiederaufstieg in die zweite Liga. Zugleich beendete er mit 37 Jahren nach 258 Erstligapartien mit 12 Toren, 190 Zweitligapartien mit 21 Toren und 59 Drittligapartien mit 6 Toren seine Spielerlaufbahn.

### Zeit als Trainer
Trotz der Beendigung seiner Karriere als Spieler blieb Calléja Ajaccio als Trainer treu, verließ den Verein aber ein Jahr darauf, nachdem er mit diesem zuvor den Klassenerhalt geschafft hatte; stattdessen kehrte er nach Bordeaux zurück, wo er bis 1980 das Ausbildungszentrum für junge Spieler leitete. In diesem Jahr zog es ihn wieder nach Ajaccio, wo er den Klub vor dem Abstieg in die dritte Liga zuerst bewahrte, was ihm 1982 nicht mehr gelang. Dennoch blieb er auf seinem Posten und erreichte 1986 den Wiederaufstieg, der 1988 vom Wiederabstieg gefolgt wurde. Im Februar 1989 trat er zurück, wurde jedoch bereits im Sommer desselben Jahres wieder in sein Amt berufen. Obwohl ihm 1990 der Aufstieg in die Zweitklassigkeit gelang, trat er ein weiteres Mal zurück. Für eine längere Zeit war er nicht mehr im Fußball aktiv, bis er zum Ende der Saison 1997/98 als Interimstrainer für den Erstligisten AS Cannes verpflichtet wurde. Den drohenden Abstieg konnte er jedoch nicht mehr verhindern und beendete seine Trainerlaufbahn 1998 endgültig.
Guy Calléja starb im August 2023 im Alter von 85 Jahren.